# Gamlestadens bibliotek

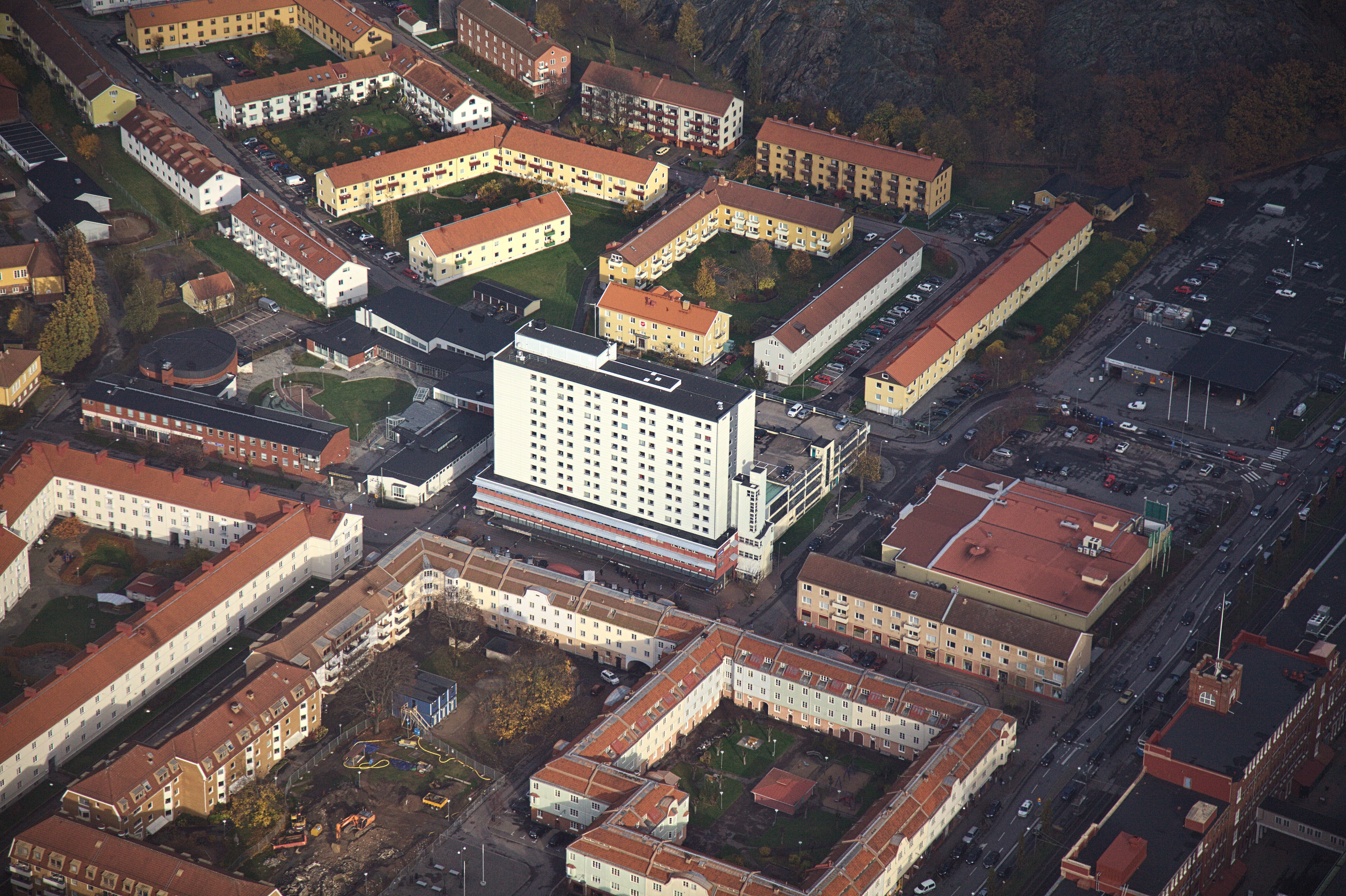
Gamlestadens bibliotek låg i den låga vita byggnaden med svart tak, till vänster om det vita höghuset i mitten av bilden.

Gamlestadens bibliotek var ett folkbibliotek i stadsdelen Gamlestaden i Göteborg, invigt 1960 och nedlagt 2018. Det ersattes av Världslitteraturhuset i samma stadsdel.

## Historia
1930 skrev Gamlestadens arbetarkommun till stadens myndigheter och påtalade behovet av ett bibliotek. Man tyckte att det var för långt att bege sig till Redbergslid efter arbetets slut. Året därpå kom en ny framställan, där SKF erbjöd sig att betala en grundplåt på 10 000 kr. Gamlestadsborna återkom sedan med flera förslag. Men ingen av dessa propåer ledde till något resultat. Sedan 1930-talet drev man även frågan om ett Medborgarhus i Gamlestaden och när principbeslut om Medborgarhus äntligen fattades av stadsfullmäktige 1952 ingick även ett folkbibliotek i planerna. Men det kom att dröja ända till 1960 innan Medborgarhuset inklusive Gamlestadens bibliotek stod klart.
År 1994 fick Medborgarhuset och biblioteket en ny entré, med en vacker foajé som även fungerade som tidningsrum för det mycket trångbodda biblioteket.
I december 2018 invigdes Världslitteraturhuset vid Gamlestads torg och ersatte Gamlestadens bibliotek, som stängdes. Världslitteraturhuset är större än vad Gamlestadens bibliotek var och i byggnaden, som är på 1 285 kvadratmeter, finns en vuxenavdelning, en barnavdelning samt en mångspråkig del.